# Луїджі Ейнауді
Луїджі Ейнауді (італ. Luigi Einaudi; 24 березня 1874, Карру — 30 жовтня 1961, Рим) — італійський політик і економіст, президент Італії у 1948—1955 роках.

## Біографія
Луїджі Ейнауді народився 24 березня 1874 року в місті Карру (П'ємонт). Вищу освіту отримав в Туринському університеті, де перейнявся ідеями соціалізму, а також співпрацював з журналом «Sociale Critica» під керівництвом лідера соціалістичної партії Італії Філіппо Тураті. В 1895 році він закінчив навчання в університеті з дипломом з юриспруденції, після чого залишився там викладати. Крім цього він також працював у Політехнічному університеті Туріна й університеті Бокконі в Мілані.
З початку XX століття Ейнауді став схилятися до консервативних позицій у політиці. В 1919 році його призначили сенатором Королівства Італія. Ейнауді в той самий час працював журналістом у таких популярних газетах, як «La Stampa» і «Corriere della Sera», і був фінансовим кореспондентом у журналі «The Economist». В 1926 році він завершив свою журналістську діяльність, але після падіння фашистського режиму в 1943 році знову відновив співпрацю з «Corriere della Sera».
Після капітуляції італійського уряду 8 вересня 1943 року Луїджі Ейнауді втік до Швейцарію, знову повернувшись на батьківщину тільки рік потому. У новій Італії він став членом Ліберальної партії і зайняв посаду президента центрального Банку Італії, який очолював з 5 січня 1945 року по 11 травня 1948 рік.
11 травня 1948 року Луїджі Ейнауді був обраний другим президентом Італії. В роки своєї професійної кар'єри Ейнауді складався в багатьох різних культурних, економічних та освітніх організаціях. Він був прихильником ідеального європейського федералізму. Він також особисто керував діяльністю своєї ферми недалеко від містечка Дольяні у своєму рідному регіоні П'ємонт, де впроваджував самі передові сільськогосподарські процеси.
З 11 травня 1955 року — довічний сенатор.
У Луїджі Ейнауді було два сини. Перший, Джуліо, був видним італійським видавцем, а його онук Людовіко став знаменитим композитором. Його другий син, Маріо, був професором Корнелльського університету й активним антифашистом.
Помер 31 жовтня 1961 року в Римі у віці 87 років.